# Lorenzo Kom'boa Ervin
Lorenzo Kom'boa Ervin (1947) est un écrivain et activiste anarchiste noir américain. Figure de proue du Black anarchism (« anarchisme afro-américain »), il a une influence majeure aux États-Unis et plus largement.
Ancien membre du Black Panther Party, il est incarcéré durant 15 ans aux États-Unis, accusé d’avoir voulu attenter à la vie d’un dirigeant du Ku Klux Klan.
En prison en 1979, il écrit son texte le plus notoire, Anarchism and the Black Revolution, largement diffusé et réédité à de multiples reprises.
Militant libertaire, il appelle à « sortir du ghetto anarchiste » afin de bâtir un mouvement de masse, tout en déplorant le cruel manque de prise en compte de la question raciale au sein de la gauche radicale.

## Biographie

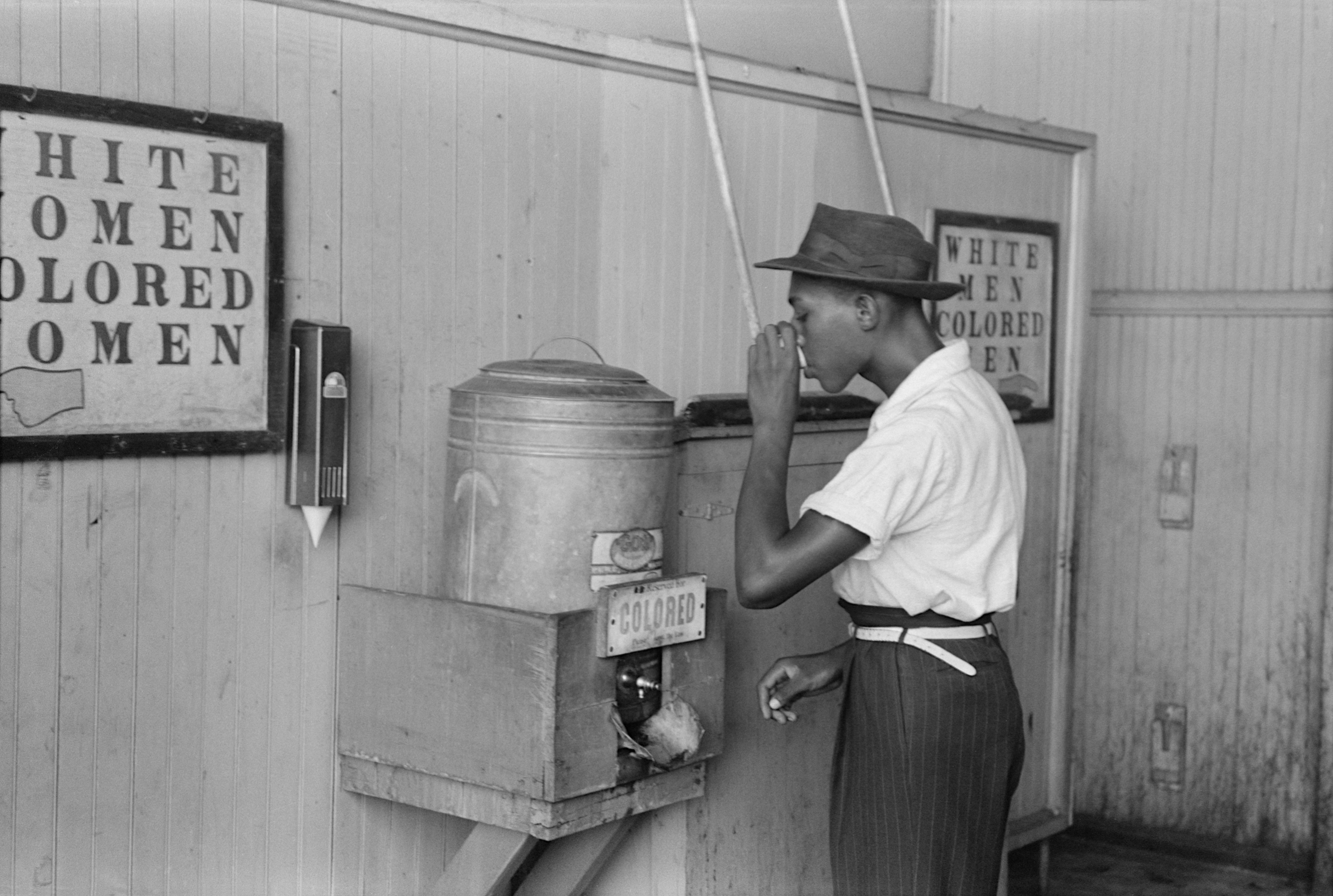
Afro-américain buvant à une fontaine réservée aux Noirs, vers le milieu du XXe siècle.

### Une jeunesse activiste

Logo du Student Nonviolent Coordinating Committee.

Lorenzo Komboa Ervin est né en 1947 et a grandi à Chattanooga (Tennessee). Ce qu'il appelle le « Sud ségrégué » des années 1950 et 1960 était un environnement de violence, de racisme, de pauvreté et d'exclusion.
Membre de gangs de rue, il rejoint à l'âge de 12 ans la National Association for the Advancement of Colored People (Association nationale pour l'avancement des personnes de couleur) organisation américaine de défense des droits civiques  a été fondée en 1909. Il participe aux manifestations des années 1960 contre la ségrégation raciale dans les logements publics de la ville et du Sud.
Pendant la Guerre du Viêt Nam, enrôlé dans l'armée américaine, il y sert durant deux ans. Manifestant de plus en plus ouvertement son opposition à la guerre, il est traduit devant une cour martiale et renvoyé de l'armée.
En 1967, de retour aux États-Unis, il rejoint le Student Nonviolent Coordinating Committee (Comité de coordination des étudiants non-violents) avant d'adhérer, un temps, au Black Panther Party.

### Exil et prison
Au printemps 1968, dans le contexte des violences raciales qui secouent les États-Unis après l'assassinat de Martin Luther King, il est accusé d'avoir menacé la vie d'un dirigeant local de l'organisation suprémaciste blanche
Ku Klux Klan.
En février 1969, afin d'échapper aux poursuites, il détourne un avion sur Cuba avant de rejoindre la République tchécoslovaque. Son passage dans ces pays où règne le « socialisme réel » achève toutes ses illusions sur le « communisme d'État », véritable « dictature sur le  prolétariat ».
Après plusieurs tentatives infructueuses, le gouvernement américain obtient son extradition. Ramené aux États-Unis, après une farce de procès dans une petite ville de Géorgie, il est condamné à mort par un jury, un juge, des procureurs et des avocats de la défense entièrement blancs. En appel en 1970, il est finalement condamné à la réclusion à perpétuité.

### Rencontre avec l'anarchisme

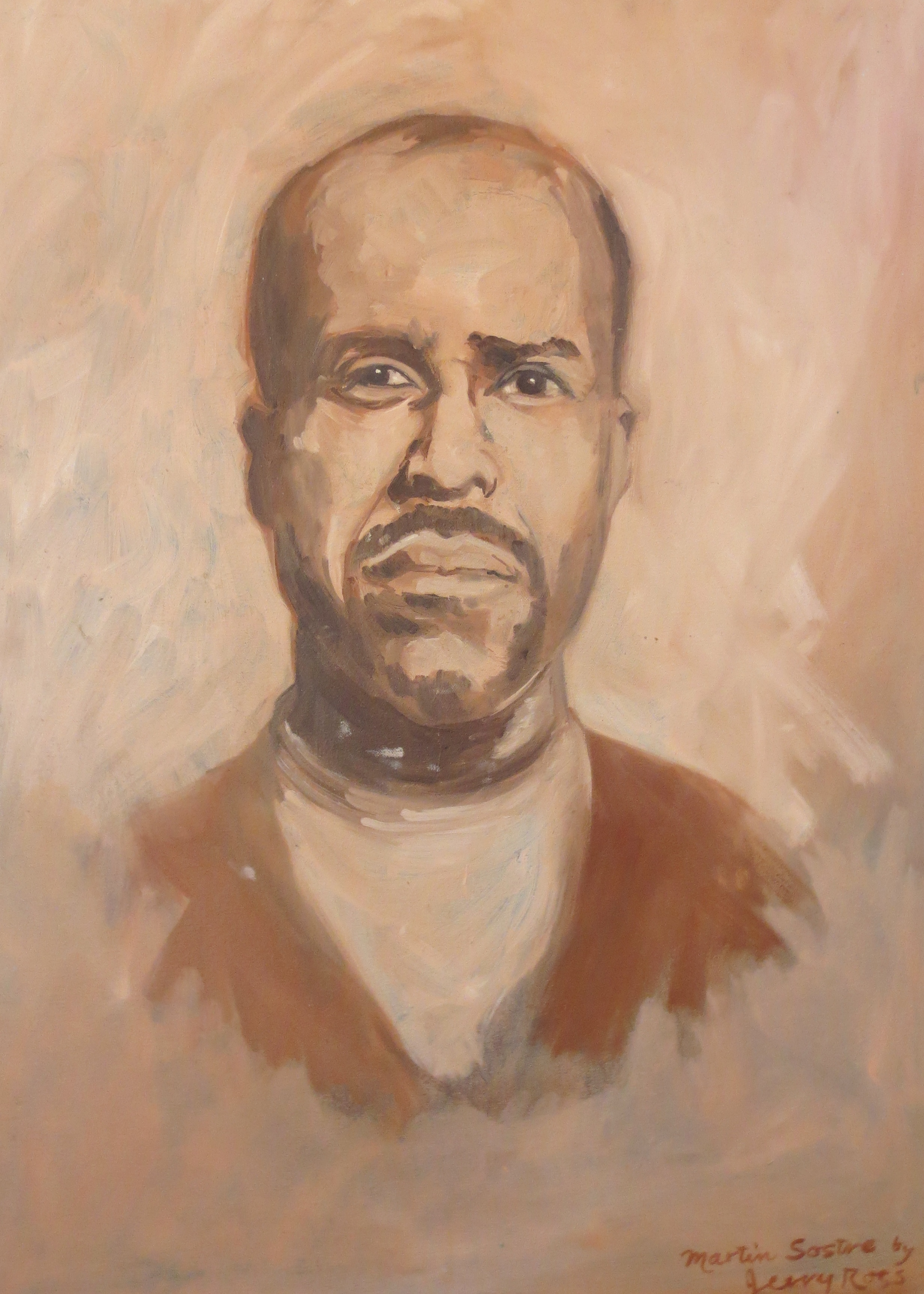

Soutenu par l'Anarchist Black Cross, il continue à rester politiquement actif en prison. C'est sa rencontre en détention avec Martin Sostre (en) et ses lectures libertaires qui lui feront découvrir l'anarchisme.
En 1979, il rédige Anarchism and the Black Revolution (Anarchisme et la Révolution noire), un texte qui sera largement diffusé et plusieurs fois réédité,,.
Durant les années 1970, il participe à de nombreuses luttes pénitentiaires, notamment les campagnes de syndicalisation des prisonniers. Mais en raison des années d'isolement cellulaire et de la censure postale, il tombe peu à peu dans l'oubli.
Ce n'est qu'au début des années 1980, lors d'une action collective contre le pénitencier fédéral de Marion (en) que son affaire est médiatisée.
Finalement, grâce à sa volonté de maîtriser les procédures juridiques et à une retentissante campagne internationale, il est libéré 15 ans d'incarcération.

### Retour à l'activisme
Contrairement à de nombreux ex-prisonniers, il est politiquement actif après sa libération. Il s'engage, à Chattanooga, dans un groupe local de défense des droits civiques, le Concerned Citizen for Justice (CCJ) et participe à une campagne de dix ans contre les brutalités policières et les infiltrations de membres du Ku Klux Klan dans la police. En tant que président du CCJ, il dépose un recours collectif en matière de droits civiques qui provoque l'organisation de nouvelles élections à Chattanooga et l'élection de plusieurs conseillers municipal noir.
Depuis la fin des années 1990, il participe à une tournée de conférences en Amérique du Nord, en Australie et en Europe, où il porte témoignage de son expérience. Il tente également de construire un réseau antiautoritaire de collectifs communautaires, en particulier dans les quartiers noirs et les quartiers pauvres.
Au début des années 2000, il vit à Kalamazoo (Michigan) et contribue à la SouthWest Michigan Coalition Against Racism and Police Brutality, ainsi qu'au Black Autonomy Network of Community Organisers.
Le 12 juin 2012, avec d'autres militants noirs, il organise une conférence intitulée « Let's Organize the Hood » et créé la Memphis Black Autonomy Federation pour lutter contre le chômage et la pauvreté dans les communautés afro-américaines. Il milite également contre l'utilisation injustifiée de la force policière et l'emprisonnement massif de Noirs, et d'autres peuples de couleur, par le gouvernement des États-Unis au prétexte de sa War on Drugs (guerre contre la drogue).

## Textes
En français
- Anarchisme et révolution noire (extrait), 1979, Ballast, 19 décembre 2017, [lire en ligne].
- Entretien avec Lorenzo Kom’Boa Ervin (Interview with Lorenzo Kom'boa Ervin), Black Flag, n°206, automne 1995, [lire en ligne].
- C’est du racisme, imbécile ! (It’s racism stupid !), 2000, [lire en ligne].

En anglais
- (en) Anarchism and the Black Revolution, 1979, [lire en ligne].
- (en) Textes de Lorenzo Kom'boa Ervin sur libcom.org.
- (en) Textes de Lorenzo Kom'boa Ervin sur theanarchistlibrary.org.